# Quetzaltenango

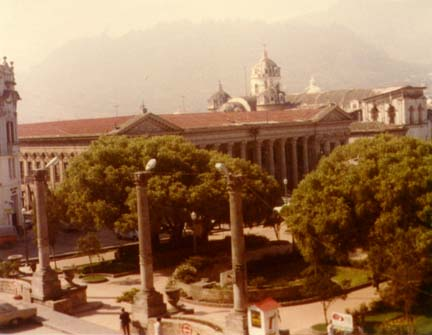
Quetzaltenango, (1979)

Quetzaltenango (del nàhuatl quetzaltenānco, que significaria 'lloc on hi ha muralles erigides' o 'la fortalesa Quetzal') és la segona ciutat més poblada de Guatemala després de ciutat de Guatemala. És la capital del departament de Quetzaltenango i seu del municipi de Quetzaltenango.
Té una població estimada de 300.000 habitants (2005). Un 50% de la població són indígenes o amerindis, un 49% són mestissos o "ladinos", i l'1% restant són d'altres ètnies. Quetzaltenango està situat en una vall a 2.333 metres d'altitud sobre el nivell del mar.

## Història
En l'època precolombina, Quetzaltenango va ser una ciutat del poble maia dels mames anomenada Xelajú, nom derivat de Xe laju' noj, que significa 'sota deu muntanyes'. Es creu que la ciutat tenia 300 anys d'antiguitat quan els espanyols van arribar-hi per primer cop. L'invasor Pedro de Alvarado va derrotar i matar el governador maia Tecún Umán en aquesta ciutat. Quan Alvarado va conquerir la ciutat per a Espanya vers 1520, la va rebatejar amb el nom nàhuatl que utilitzaven els seus aliats indígenes del centre de Mèxic, Quetzaltenango, que generalment es considera que significa 'el lloc de l'ocell quetzal' (vegeu la nota sobre l'etimologia). Quetzaltenango va ser el nom oficial de la ciutat a l'època colonial. Tot i això, molta gent (sobretot, però no sols la població indígena) continuen coneixent la ciutat amb el nom de Xelajú, o més sovint Xela per abreviar. També se l'anomena, encara que de manera no oficial, la capital dels maies.
Des de 1838 fins a 1840, Quetzaltenango va ser la capital de l'estat de Los Altos, un dels estats o províncies de les Províncies Unides de l'Amèrica central. Quan la unió es va trencar, l'exèrcit de Guatemala, sota el comandament de Rafael Carrera, va matar alguns membres d'aquest moviment nacionalista. A partir de llavors, Quetzaltenango va tornar a formar part de Guatemala.
Al segle xix, el cafè va ser introduït a la regió com el cultiu principal, i l'economia de Xela va prosperar. Encara es poden trobar a la ciutat molts exemples de l'arquitectura belle époque.
Recentment, la ciutat ha esdevingut popular com a destinació d'estudiants d'espanyol.

## Clima
A Quetzaltenango, hi ha dos estacions principals: l'estació plujosa que generalment s'allarga de maig a mitjans de novembre, i l'estació seca que va de desembre a maig. Durant l'estació plujosa, les pluges són abundants, sovint a les tardes. Durant l'estació seca, la ciutat pot estar mesos sense rebre cap precipitació. De desembre a febrer, els dies són bastant càlids, però la temperatura cau dramàticament durant les nits.

## Personalitas de Quetzaltenango
- Jacobo Arbenz Guzmán, president de Guatemala, nascut a Xela el 1913.
- Comandant Rolando Morán, un dels líders de la guerrilla a la Guerra Civil guatemalenca, nascut el 1929.
- Carlos Navarrete Cáceres (nascut el 1931), antropòleg i escriptor.